# Masurische Volkspartei
Die Masurische Volkspartei (MVP) war eine 1896 gegründete pro-polnische Regionalpartei in Masuren. Sie gab von 1896 bis 1902 die in polnischer Sprache gehaltene Gazeta Ludowa heraus.

## Gründung und Mitglieder
Die Gründung der Partei ging zurück auf das in Warschau auf Initiative von Antoni Osuchowski gebildete Zentralkomitee für Schlesien, Kaschubien und Masuren („Komitet Centraly dla Śląska, Kaszub i Mazur“), dem sich eine Gruppe Warschauer Intellektueller, u. a. der Lutherische Bischof Juliusz Bursche, anschloss. Die formale Gründung erfolgte im November 1896 in Lyck durch den ebenfalls aus Warschau stammenden Karol Bahrke sowie Michael Kajka.
Im Jahr 1907 hatte die MVP in Ortelsburg 30 Mitglieder. Andreas Kossert schätzt die Gesamtzahl der Mitglieder auf „maximal wenige Hundert“.

## Parteiprogramm
Das politische Programm der MVP war gekennzeichnet durch soziale und wirtschaftliche Forderungen zugunsten der masurischen Landbevölkerung, so etwa der Parzellierung staatlicher Domänen und deren Verpachtung an Kleinbauern, Gewährung von Meliorationshilfe, Aufhebung der Majorate, einer besseren Verteilung der Schullasten sowie der Vertretung der Bauern in den Kreistagen und in der Landwirtschaftskammer. Auch die Ansiedlung von Kleinindustrie sollte gefördert werden.
Die nach 1945 in der polnischen Geschichtswissenschaft verbreitete Darstellung der MVP als erste national-polnische Bewegung in Masuren sehen Andreas Kossert sowie auch Grzegorz Jasiński als nur bedingt zutreffend an, vielmehr dominierte vorrangig der Schutz der Muttersprache gegenüber dem steigenden Assimilierungsdruck.

## Publikation
Das offizielle Parteiorgan der Masurischen Volkspartei war die seit 1896 unter der Leitung von Karol Bahrke herausgegebene Gazeta Ludowa. Die Zeitung erreichte 1897 eine Auflage von 2500 Exemplaren  und wurde überwiegend unentgeltlich vertrieben. Die Finanzierung erfolgte durch polnische Banken aus der Provinz Posen. Die Gazeta Ludowa stellte im Februar 1902 ihr Erscheinen ein. Ab 1906 gab die Partei den Mazur heraus, hierzu hatte der Posener Bankier Marcin Biedermann eine Druckerei in Ortelsburg erworben. Der Mazur wurde ebenfalls unentgeltlich vertrieben, die Auflage stieg von zunächst 500 im Jahr 1908 auf 2000 vor Beginn des Ersten Weltkriegs.

## Wahlergebnisse
Bei der Reichstagswahl 1898 erzielte Karol Bahrke im Wahlkreis Oletzko-Lyck-Johannisburg (Olecko-Ełk-Pisz) 229 von 17.832 Stimmen. Der aus Posen stammende Eugen Zenon Lewandowski wurde von der Freisinnigen Volkspartei unterstützt und erzielte im Wahlkreis Ortelsburg-Sensburg (Szczytno-Mrągowo) 5874 Stimmen. In der Reichstagswahl 1903 erzielte Lewandowski nochmals ca. 4000 Stimmen. Im Wahlkreis Oletzko kandidierte jetzt Gottlieb (Bogumił) Labusz, der noch 130 Stimmen erreichte. Bei der Reichstagswahl 1907  unterlag die MVP mit insgesamt 1451 Stimmen den Kandidaten der Deutsch-Konservativen Partei, die mit 93,1 % (Oletzko-Lyck-Johannisburg) und 73,1 % (Ortelsburg-Sensburg) gewählt wurden. 1912 erzielte die MVP noch 2698 Stimmen.
Nach dem Ersten Weltkrieg errang die MVP bei den Wahlen zum ostpreußischen Provinziallandtag 1925 nochmals 1366 Stimmen und noch 298 Stimmen in der Reichstagswahl 1928.